# カーティブ
カーティブ（kātib / كاتب）は、中世のイスラム世界における書記官のこと。

## 概要
アラビア語で「書く」を意味するkatabaの能動分詞に由来している。初期の頃はビザンツ帝国やサーサーン朝に仕えていた文人・知識人を登用してギリシャ語や中世ペルシャ語で公文書を作成させた。後にウマイヤ朝のアブドゥルマリクがアラビア語を公用語と定めると、イスラム教徒（アラビア人と改宗者）が登用されるようになった。ウマイヤ朝からアッバース朝にかけて、カーティブによる官僚機構が発達し、彼らの中から宰相であるワズィールに任じられる者が登場した。彼らはインシャーと呼ばれる独自の書紀術を有しており、それによってイスラム諸国家に仕えるとともに多くの文学作品を生み出していった。